# Rosa y verde
Rosa y Verde (en francés: Le Rose et le Vert) es una novela inacabada del escritor francés Stendhal.

## Antecedentes
Fue escrita en 1837, después de que abandonara la escritura de Luciano Leuwen en 1834 y antes de completar La cartuja de Parma al año siguiente. La novela comenzó como una reelaboración de un relato anterior titulado Mina de Vanghel, que Stendhal había escrito inmediatamente después de Rojo y negro. Escribió aproximadamente cien páginas y calculó que le quedaban unas 800 más antes de terminarla, no obstante la dejo sin terminar. El significado del título no está claro. Stendhal también consideró titular la novela La rosa del norte, lo que calificó de «un título soso y pretencioso... que ayer me pareció bien».

## Trama
La historia transcurre en la década de 1830, y cuenta la vida de Mina Wanghen, una rica heredera prusiana de 18 años, con un espíritu romántico e inclinaciones hacia el pensamiento político radical. Rechaza el amor al dinero, ya que sospecha que eso motiva a los numerosos pretendientes que la siguen a ella. Cuando se muda a París, el abad Miossince, un sacerdote mundano, se empeña en convertirla al catolicismo y emparejarla con el duque de Montenotte. El duque, hijo de un general napoleónico, siente una aversión similar por el dinero, y al enterarse de Mina por el abad, se marcha a su club y se instala con un mapa de Prusia. Poco después, la joven pareja se conoce en un baile y ahí termina. Se desconoce porque Stendhal no terminó la novela.